# Helbingbrücke
Die Helbingbrücke ist eine Autobahnbrücke im Südviertel der Stadt Essen. Sie bildet den weiteren Verlauf der Bundesautobahn 40 in östlicher Richtung aus dem Ruhrschnellweg-Tunnel heraus.

## Geschichte

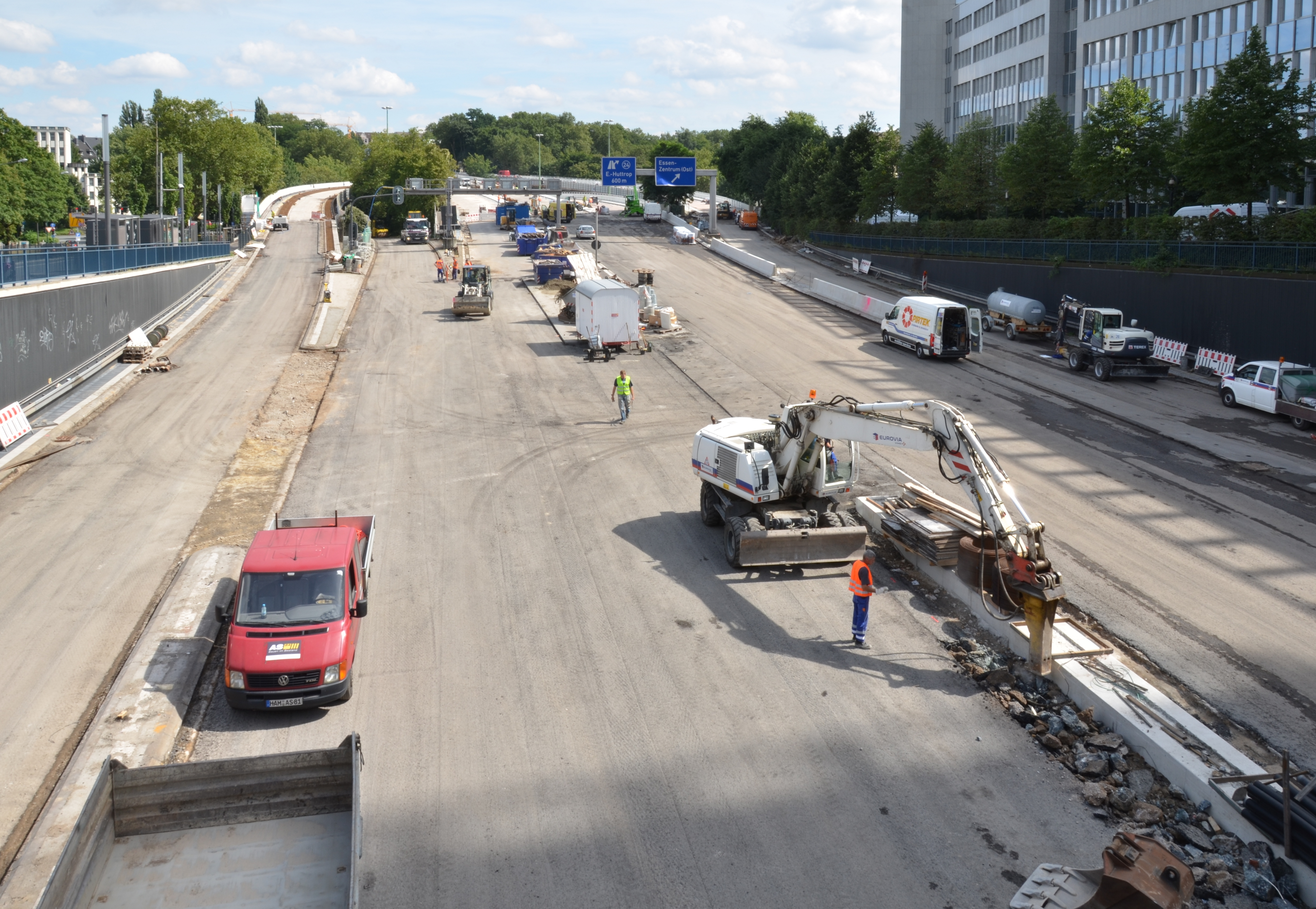
Sanierung im August 2012

Der Name der Helbingbrücke lehnt sich an die unterführende Helbingstraße (Kreisstraße 14) an, die nach Heinrich Glorius Helbing (1873–1933), dem einstigen Vorstandsmitglied der Emschergenossenschaft und des Lippeverbandes benannt wurde. Der Brückenbau begann 1961. Die Verkehrsübergabe der Helbingbrücke und des Ruhrschnellweg-Tunnels fand am 25. September 1970 durch den damaligen Bundespräsidenten und ehemaligen Essener Oberbürgermeister Gustav Heinemann statt.
Im Sommer des Jahres 2012, vom 7. Juli bis 30. September, wurde die gesamte Brücke für eine Grundsanierung gesperrt. Ursprünglich wurde das Bauwerk für bis zu 40.000 Fahrzeuge pro Tag konzipiert. Da der Verkehr jedoch auf bis dahin etwa 70.000 Fahrzeuge pro Tag angewachsen war, war die Stabilität und Sicherheit nicht mehr auf Dauer gegeben. Die maroden Betonauflagen mit sämtlichen 6800 Quadratmetern Fahrbahnasphalt wurden erneuert. 620 Kubikmeter Kappenbeton wurden für die neuen Halterungen der Leitplanken und Schilder benötigt. Die Fundamente und Pfeiler blieben davon unberührt. Der östliche Brückenteil über die Eisenbahnstrecke mit einer Fläche von rund 60 mal 30 Meter wurde komplett abgebrochen und neugebaut. Die Gesamtkosten dieser Sanierung beliefen sich auf rund 18 Millionen Euro.

## Technische Daten
Die rund 540 Meter lange Brücke besteht aus fünf nahezu parallel, aber leicht kurvig geschwungenen, in Ost-West-Richtung verlaufenden Fahrbahnbrücken. Dazu gehören die beiden Teile der vier Fahrspuren beider Richtungen, nördlich die Einzelbrücke der Autobahnausfahrt (Anschlussstelle 23, Essen-Zentrum) von Osten in Richtung Ruhrschnellweg-Tunnel, südlich die Autobahnausfahrt aus dem Tunnel in einem südwestlichen Bogen auf die Helbingstraße und davon südlich die aus dem Tunnel kommende Auffahrt auf die A40 nach Osten.